# Hörigkeit (Rechtsgeschichte)
Als Hörige werden mittelalterliche Bauern (seltener auch andere soziale Gruppen, beispielsweise Waldschmiede oder andere Handwerker) auf Herrenhöfen bezeichnet, die sich in Abhängigkeit von einem Grundherrn (z. B. Ritter) befanden. Die Hörigkeit wurde an die Kinder vererbt.
Hörige waren unfrei und bestimmten Beschränkungen unterworfen. Sie konnten bewegliches Eigentum besitzen, jedoch keinen allodialen Grundbesitz erwerben (anders als die ebenfalls unfreien und abgabenpflichtigen Grundholde) und waren an Land gebunden (Schollenpflicht), das einem Grundbesitzer (Adel oder Kirche) gehörte, der auch die niedere Gerichtsbarkeit über sie innehatte. Sie bearbeiteten das Land mit der Verpflichtung zu unterschiedlichen Abgaben und Frondiensten an den Grundherrn, die meist auf bzw. an Fronhöfen (Salhöfen) geleistet wurden. Im Gegenzug war der Grundherr zum Schutz der Hörigen und zu ihrer Fürsorge verpflichtet.
Das Land und die es bearbeitenden unfreien Bauern bildeten eine untrennbare Einheit, die nicht aufgelöst werden konnte, das heißt, Land konnte nicht gesondert von den Bauern veräußert werden und umgekehrt. 
In Deutschland wurde die Hörigkeit durch die Bauernbefreiung im 19. Jahrhundert (1848) aufgehoben. Infolge dieser Maßnahme wurden viele Hörige zu Pächtern, konnten aber auch selbst das Land in Eigenbesitz erwerben. In dessen weiterer Folge, durch den Wegfall der Grundherrenpflicht, setzte ein massives und nachhaltiges Bauernsterben ein, das durch die Industrielle Revolution verstärkt wurde.
Zu beachten ist der Unterschied zwischen Hörigkeit und Leibeigenschaft, was häufig zu Verwirrung führt. Als Leibeigene werden Diener des Grundherrn bezeichnet, die dessen Land und Gut bewirtschaften. Ehemals freie Bauern, die sich freiwillig dem Grundherrn unterstellt und ihm ihr Land übergeben haben, werden hingegen als zu diesem Land gehörend, als Hörige, oder auch – je nach Region – als Lassen, Laten, Liten bezeichnet. Während Leibeigene personenbezogene Abgaben an ihre Herren zahlen müssen, sind die Abgaben der hörigen Bauern gutsbezogen.